# Policitèmia vera
La policitèmia vera, també anomenada policitèmia primària, eritrèmia, policitèmia rubra vera o malaltia de Vázquez - Osler, és una síndrome mieloproliferativa crònica en el qual passa un increment de les cèl·lules sanguínies, principalment dels hematies. No obstant això, també sol presentar leucocitosi i trombocitèmia. Afecta principalment a homes.